# Biaora
Biaora är en ort i Indien.   Den ligger i distriktet Rājgarh och delstaten Madhya Pradesh, i den centrala delen av landet, 500 km söder om huvudstaden New Delhi. Biaora ligger 431 meter över havet och antalet invånare är 41 989.
Terrängen runt Biaora är platt. Runt Biaora är det tätbefolkat, med 257 invånare per kvadratkilometer. Det finns inga andra samhällen i närheten. Trakten runt Biaora består till största delen av jordbruksmark.